# Rudolf Bergau
Rudolf Bergau, vollständig Friedrich Julius Rudolf Bergau, (* 6. Januar 1836 in Friedrichsruh bei Tapiau (1928 eingegliedert nach Pregelswalde, Kreis Wehlau); † 26. März 1905 in Nürnberg) war ein deutscher Kunsthistoriker und Architekt.

## Leben
Nach dem Besuch des Gymnasiums in Königsberg von 1846 bis 1854 und einem Intermezzo als Baueleve bei einem Königsberger Schloßbauinspektor studierte Bergau von 1855 bis 1858 Architektur an der Königlichen Bauakademie sowie Archäologie an der Universität Berlin. Nach einer Zeit mit Bauprojekten und Italienreisen in den Jahren 1861 bis 1863 und 1865 lehrte er von 1868 bis 1872 als Professor an der Nürnberger Kunstgewerbeschule. Danach widmete er sich als Privatier wissenschaftlichen Publikationen. Seine Arbeiten bei der Bau- und Denkmalinventarisierung in der Provinz Brandenburg gelten als richtungsweisend. Als Mitarbeiter der Allgemeinen Deutschen Biographie zeichnete er für eine ganze Reihe von Artikeln verantwortlich.

## Nachlass
Ein heute in der Stadtbibliothek Nürnberg verwahrtes Stammbuch, das Bergau zu Beginn seines Studiums 1856 anlegte und zeit seines Lebens fortführte, zeigt vielfältige Kontakte auch zu prominenten Vertretern von Wissenschaft und Kultur seiner Zeit wie Alexander  von  Humboldt, Karl  Richard  Lepsius, Friedrich  Overbeck, Ferdinand  Gregorovius und anderen mehr. Seine Sammlung von Gemmen und Gemmenpasten bzw. das, was davon erhalten ist, befindet sich seit 1957 im Germanischen Nationalmuseum in Nürnberg. Von seiner Korrespondenz sind nur wenige Teile online nachgewiesen.

## Veröffentlichungen
- Die Kirche von Kumehnen im Samland. In: Rudolf Reicke, Ernst Wichert (Hrsg.): Altpreußische Monatsschrift. 3. Jahrgang, Erstes Heft, Debit J. C. Hinrich Leipzig, Königsberg 1866, S. 558–563.
- Die Pfahlbauten und die vaterländische Alterthumskunde.  In: Neue Preußische Provinzial-Blätter, Vierte Folge. Band 4. Königsberg 1867, S. 349–358.
- Zur Kunde des heidnischen Alterthums in Preussen.  In: Neue Preußische Provinzial-Blätter, Vierte Folge. Band 4. Königsberg 1867, S. 719–722.
- Die alte Marienkirche zu Danzig. In: Albert von Zahn (Hrsg.): Jahrbücher für Kunstwissenschaft. Band 1, Leipzig 1868, S. 123–137.
- Die Kirche zu Krockow. In: Neue Preußische Provinzial-Blätter. Vierte Folge. Band 5, Königsberg 1868, S. 326-330.
- Ein Missale Magdeburgense mit fünf eingeklebten Schrotblättern der Königlichen Bibliothek zu Königsberg i. Pr. In: Neue Preußische Provinzial-Blätter. Vierte Folge. Band 5, Königsberg 1868, S. 699-716.
- Schinkel's Entwurf zu einem Herrenhause in Ulkau.[5]  In: Neue Preußische Provinzial-Blätter. Vierte Folge. Band 6, Königsberg 1869, S. 234–237.
- Das Ordenshaupthaus Marienburg in Preussen. Habel, Berlin 1871 (Digitalisat).
- Inventar der Bau- und Kunstdenkmäler in der Provinz Brandenburg. Voss, Berlin 1885 (Digitalisat).

## Einzelanmerkungen
1. ↑  Alle ADB-Artikel von Rudolf Bergau in der Allgemeinen Deutschen Biographie (Wikisource).
2. ↑  Signatur: Nor. H. 1124 (Beschreibung als PDF online). (Einträgerverzeichnis im Repertorium Alborum Amicorum)
3. ↑  Carina Weiß: Antike Gemmen in deutschen Sammlungen. Die antiken Gemmen der Sammlung Friedrich Julius Rudolf Bergau im Germanischen Nationalmuseum, Nürnberg. Nürnberg 1996, ISBN 3-926982-45-4.
4. ↑  Korrespondenznachweise zu Rudolf Bergau online beim Kalliope-Verbund.
5. ↑  Ein ‚Gut Ulkau‘ ist in topographischen Handbüchern des 19. Jahrhunderts nicht verzeichnet, so dass man es hier wohl mit einem Studentenstreich (Ulk) zu tun hat, was aber nicht notwendigerweise bedeuten muss, dass der besprochene Entwurf nicht trotzdem von Schinkel stammen könnte.

| Personendaten    | Personendaten                           |
| ---------------- | --------------------------------------- |
| NAME             | Bergau, Rudolf                          |
| ALTERNATIVNAMEN  | Bergau, Friedrich Julius Rudolf         |
| KURZBESCHREIBUNG | deutscher Kunsthistoriker und Architekt |
| GEBURTSDATUM     | 6. Januar 1836                          |
| GEBURTSORT       | Friedrichsruh                           |
| STERBEDATUM      | 26. März 1905                           |
| STERBEORT        | Nürnberg                                |